# Mesenopsis pulchella
Mesenopsis pulchella är en fjärilsart som beskrevs av Frederick DuCane Godman 1903. Mesenopsis pulchella ingår i släktet Mesenopsis och familjen Riodinidae. Inga underarter finns listade i Catalogue of Life.